# Mullaghmore (berg)
Mullaghmore är ett berg i Storbritannien.   Det ligger i riksdelen Nordirland, i den västra delen av landet, 600 km nordväst om huvudstaden London. Toppen på Mullaghmore är 550 meter över havet. Mullaghmore ingår i Sperrin Mountains.
Terrängen runt Mullaghmore är huvudsakligen lite kuperad.Runt Mullaghmore är det ganska glesbefolkat, med 38 invånare per kvadratkilometer. Närmaste större samhälle är Dungiven, 9,1 km nordväst om Mullaghmore. Trakten runt Mullaghmore består i huvudsak av gräsmarker.